# Иван Петров (политик)
Иван Василев Петров е български адвокат и политик, народен представител в XXV обикновено народно събрание. След Деветосептемврийския преврат от 1944 г. е осъден на смърт от т.нар. Народен съд и екзекутиран.

## Биография
Роден е на 15 октомври 1887 г. във Видраре, Тетевенска околия, в семейството на Васил Петров и съпругата му Рада Стоюва. Получава висше юридическо образование. Участник е в три войни, попада в плен.
Избран е за народен представител в XXV народно събрание. През декември 1940 г., когато се обсъжда Законът за защита на нацията, той държи реч, в която призовава депутатите да не създават „специална категория български граждани, категория на унижени и онеправдани български граждани“. Пита ги: „Не е ли бил българският народ достатъчно онеправдан в миналото?“ и обяснява защо не вярва, че „нацията е елемент, който трябва да служи за потисничество и нови вражди“. Иван Н. Петров е единственият, който при обявяването на „символична война“ на САЩ и Великобритания напуска залата на Народното събрание. Подписва се под инициираното от Димитър Пешев писмо до министър-председателя Богдан Филов против депортирането на българските евреи.
За неговата дейност като парламентарист народният представител Петър М. Хаджипетров казва: „Когато се гласува войната против Америка и Англия, Иван Петров напусна залата в знак на протест. Той винаги се е държал в Народното събрание напълно самостоятелно и не беше от ония народни представители, които се бояха от правителствата на Филов-Божилов и не смееха да ги критикуват. По много закони и актове на правителството той е вземал напълно отрицателно становище“.
След Деветосептемврийския преврат през 1944 г. е осъден на смърт заедно с останалите депутати от XXV народно събрание. Екзекутиран е на 1 февруари 1945 г.